# 8713 Азуса
8713 Азуса (8713 Azusa) — астероїд головного поясу, відкритий 26 січня 1995 року.
Тіссеранів параметр щодо Юпітера — 3,612.